# Wellow (Nottinghamshire)
Pour les articles homonymes, voir Wellow.
Wellow est un village du Nottinghamshire, en Angleterre.